# Ендрю Джонсон
Ендрю Джонсон (англ. Andrew Johnson; 29 грудня 1808 — 31 липня 1875) — сімнадцятий президент Сполучених Штатів Америки з 1865 по 1869, спочатку представник Демократичної партії, вибраний в 1864 році віцепрезидентом при республіканцеві Авраамі Лінкольні (у той час блок, який вони представляли, іменувався «Національний союз»). Ставши наступником Лінкольна після його вбивства, він швидко налаштував проти себе Конгрес і був одним з трьох (разом з Біллом Клінтоном і Дональдом Трампом) президентів, проти яких Сенат США розглядав справу про імпічмент.

## Життєпис
Народився майбутній президент 29 грудня 1808 року в місті Ролі, штат Північна Кароліна в сім'ї нащадків емігрантів з Шотландії Якоба та Мері Джонсон. Батько Ендрю не знав грамоти, працював конюхом, кур'єром у банку, служив на нижчих чинах місцевої міліції. Одного разу, врятувавши кількох рибалок, що тонули, з води сам Якоб зліг із хворобою і помер у віці 34 років. Згодом матір прилаштовує синів десятирічного Ендрю та чотирнадцятирічного Вільяма у кравецьку майстерню. П'ять років хлопці навчались професії кравця, водночас, завдяки допомозі господаря майстерні брати здобули початкову шкільну освіту. Пізніше брати втекли з міста, порушивши умови контракту про навчання до повноліття та переїхали до міста Лауренс штату Південна Кароліна. Згодом Ендрю залишає це місто і пішки добирається до міста Грінвіль, що в штаті Теннесі. Тут він знову береться до кравецької справи, розвиваючи у собі бізнесову жилку. Тут вже він знайомиться з майбутньою дружиною Елізою Маккардл і після нетривалих зустрічань 18-річний Ендрю та 16-річна Елізабет одружуються. На час одруження хлопець не вмів до ладу читати чи писати. Еліза читала чоловікові книжки вголос та заповнювала прогалини в арифметиці, читанні й правописі. Маючи чималу клієнтуру, Ендрю багато спілкувався з різними людьми, його часто запрошували на громадські заходи. Поступово у чоловіка виник інтерес до політичного життя.

## Кар'єра
Джонсон був олдерменом в Гринвіллі з 1828 до 1830, та мером Гринвіллю з 1830 до 1833. З 1833 р. був демократом, членом законодавчих зборів свого штату, з 1843 по 1853 р. — членом конгресу, з 1853 до 1857 р. — губернатором штату Теннессі, потім сенатором.
У 1861 р., на початку Громадянської війни, Джонсон був єдиним південним сенатором, що залишився на своєму посту і стояв за недоторканність союзу.
Особливе враження справила його промова 5 лютого 1861 р., у якій він, хоч і крайній демократ, сильно нападав на сецесіоністів. При початку військових дій Джонсон повернувся на батьківщину і весною 1862 р. був призначений військовим губернатором Теннессі в чині бригадного генерала.
Вибраний в 1864 р. віцепрезидентом США, він вступив на цю посаду 4 березня 1865; під час інавгурації віце-президент Джонсон пив (для зм'якшення хвороби), зробив незв'язну промову і в очах багатьох здавався п'яним. Через місяць з невеликим, унаслідок вбивства Лінкольна (15 квітня 1865), Джонсон став президентом (1865—1869). Змовники планували, після замаху на Лінкольна, убити також Джонсона і державного секретаря Вільяма Сюарда, але їм вдалося тільки легко поранити останнього.

## Президент
У званні президента Джонсон порвав зв'язок з партією демократів, і з такою м'якістю відносився до переможених сецесіоністів, що можна було побоюватися втрати всіх придбаних війною результатів. Він наклав вето на прийнятий майже одноголосно конгресом білль про умови зворотного допущення південних штатів в Союз, а також на цивільну рівноправність темношкірих. У конфлікт були залучені і міністри. Військовий міністр Едвін Стантон був звільнений президентом, але сенат визнав причини його звільнення недостатніми, і Стантон знову став завідувати військовим міністерством. Тоді Джонсон призначив генерала Томаса тимчасовим військовим міністром і наказав Стантону здати суспільне майно, що все знаходилося у нього. Стантон відмовився виконати цей наказ; сенат знов визнав його звільнення неправильним, і палата представників ухвалила, більшістю 126 голосів проти 47, почати судове переслідування проти президента і процедуру імпічменту. У Сенаті США, проте, не склалося більшості двох третин, необхідної для звинувачувального вироку (березень 1868).
Під час президентства Джонсона США купили у Російської імперії Аляску (1867); цінність цього придбання сильно недооцінювалася сучасниками.
У 1874 р. Джонсон був знов вибраний в сенатори штату Теннессі.